# 能楽書林
株式会社能楽書林（のうがくしょりん）は、東京都千代田区にある、能楽関係を中心とする出版社。
従来の謡本の不備をただすため、1907年10月17日に初世観世喜之（矢来観世家当主）と丸岡桂が創業した「観世流改訂本刊行会」が前身。一時は「丸岡出版社」や「能楽社」を名乗る。また、合名会社だった時期もある。戦後の一時期は『三田文学』の刊行を請け負っていたこともある。
能楽の謡本、関連書籍、月刊新聞『能楽タイムズ』などの出版物の他、能楽のCD・DVD・カセットテープ、能楽の稽古用品・小物類なども取り扱う。